# Pujols (Lot-et-Garonne)
Pujols is een gemeente in het Franse departement Lot-et-Garonne (regio Nouvelle-Aquitaine). De plaats maakt deel uit van het arrondissement Villeneuve-sur-Lot. Pujols telde op 1 januari 2022 3.776 inwoners.
Het dorp is lid van Les Plus Beaux Villages de France.

## Geografie
De oppervlakte van Pujols bedroeg op 1 januari 2022 24,98 vierkante kilometer; de bevolkingsdichtheid was toen 151,2 inwoners per km².
Het oude versterkte dorp kijkt vanuit de hoogte over Villeneuve-sur-lot. Het dorpsplan ligt op een uitloper van een heuvel.

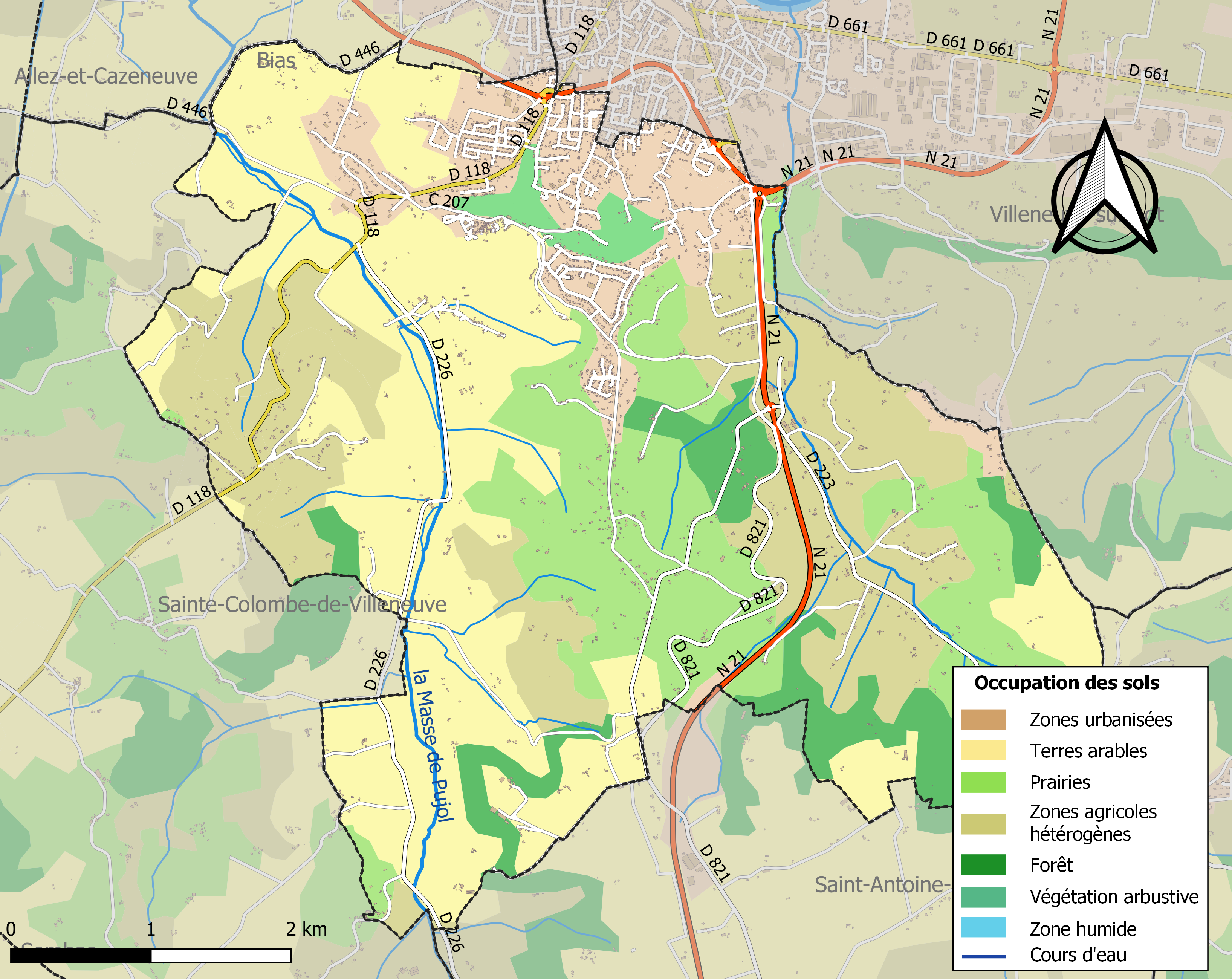
Kaart van de gemeente met de belangrijkste infrastructuur, bodemgebruik en omliggende gemeenten

## Demografie
Onderstaande figuur toont het verloop van het inwonertal (bron: INSEE-tellingen).

## Afbeeldingen

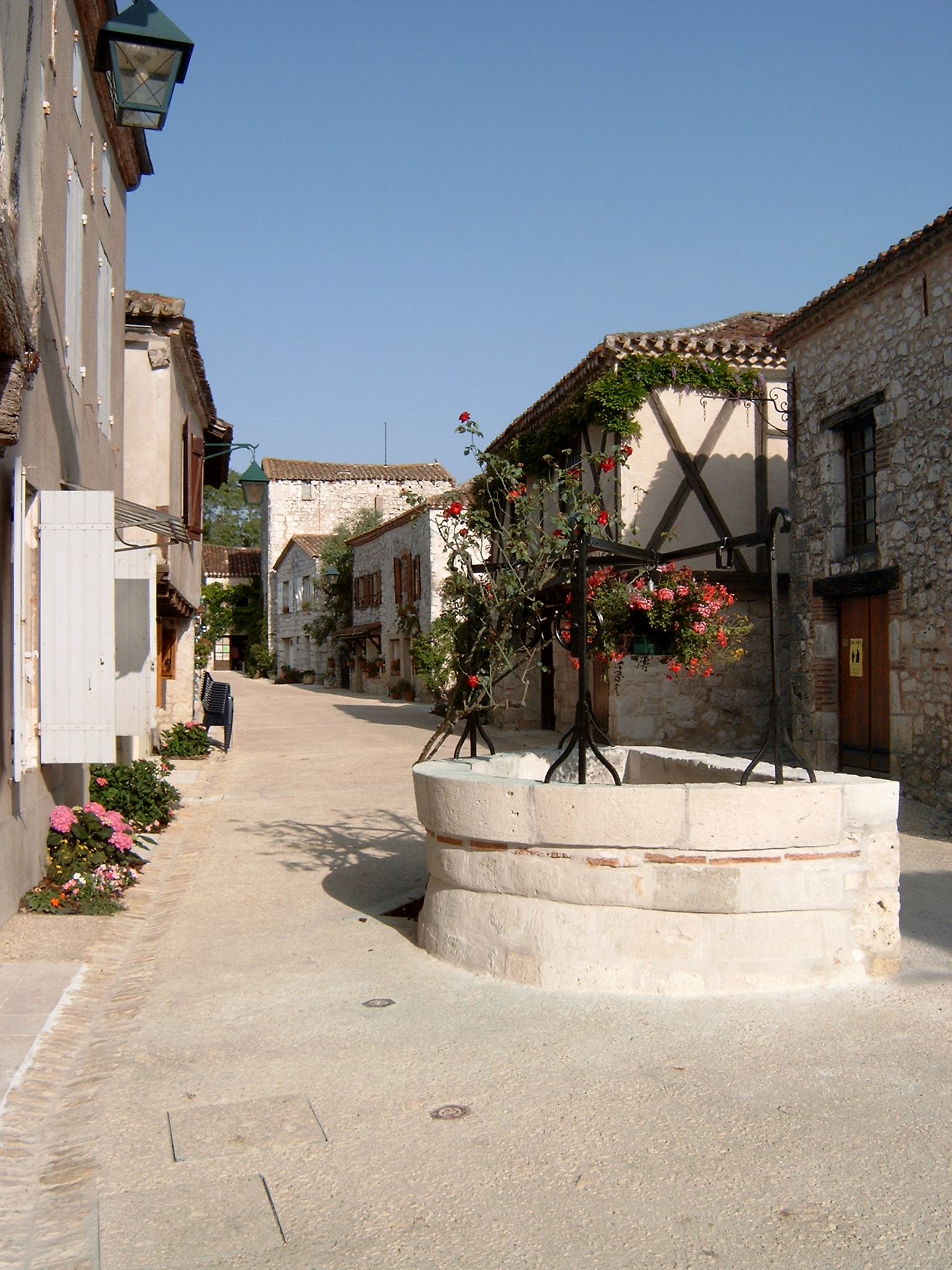
Straatje in Pujols
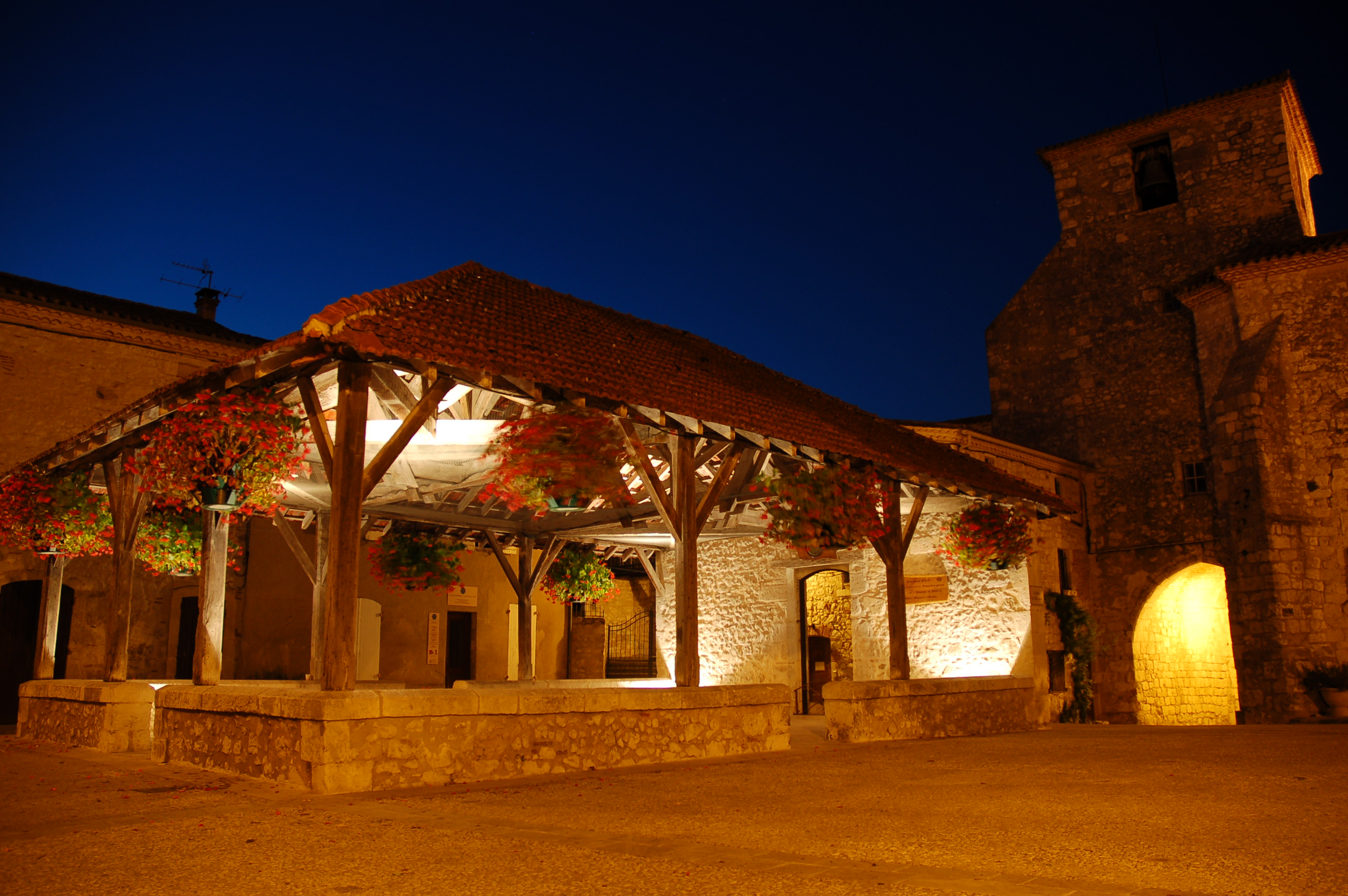
Markthal
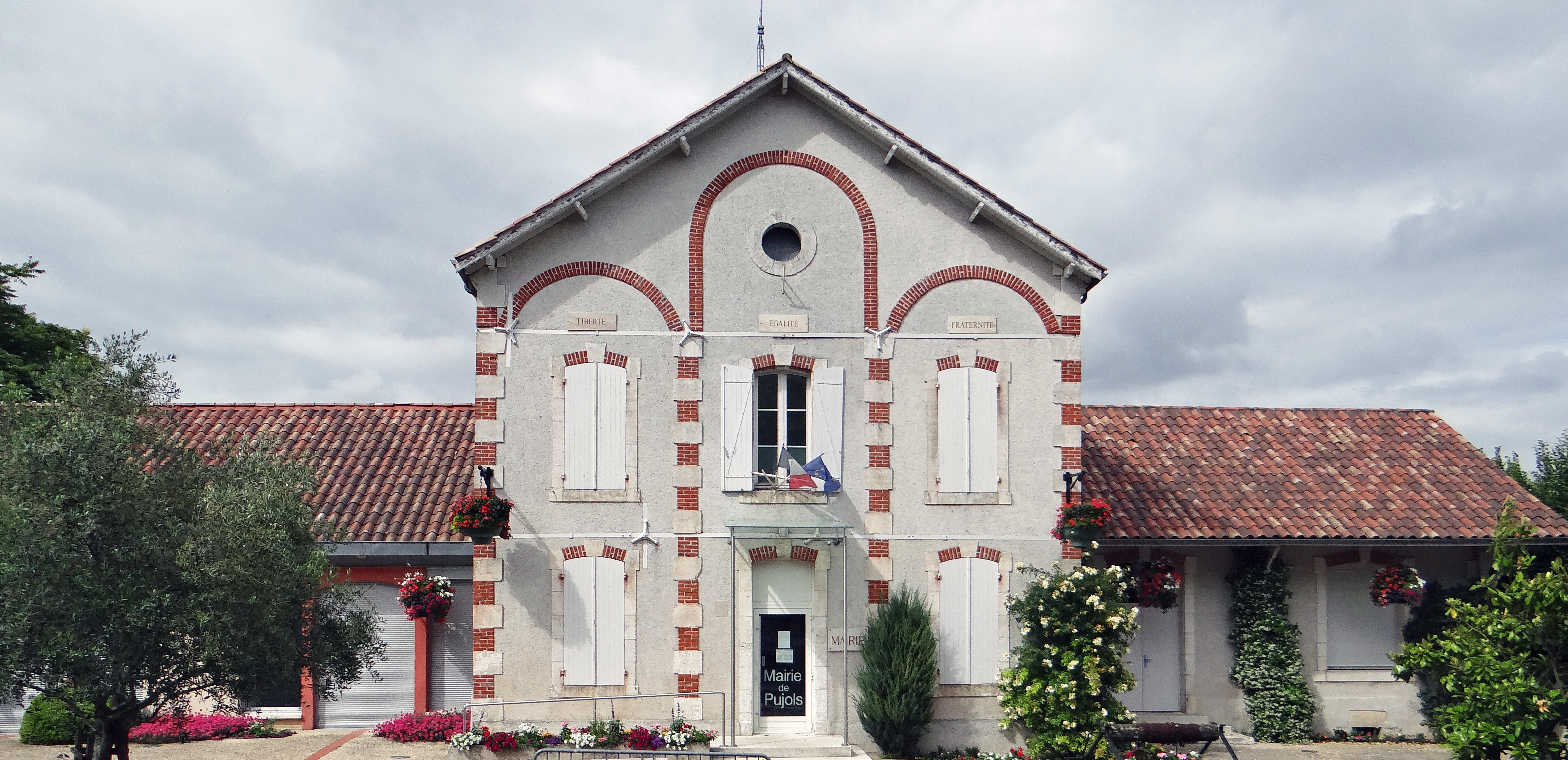
Gemeentehuis
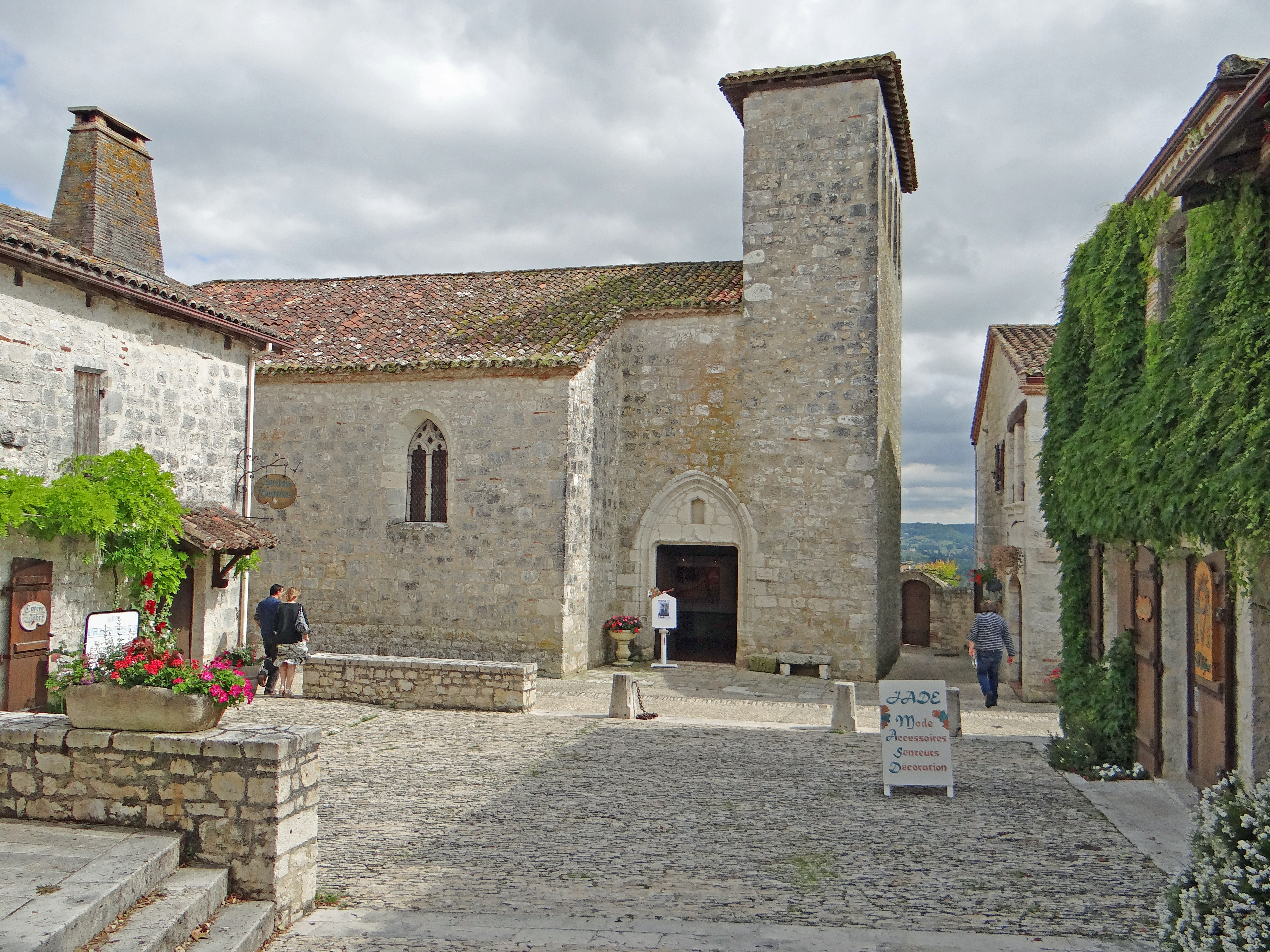
Église Sainte-Foy
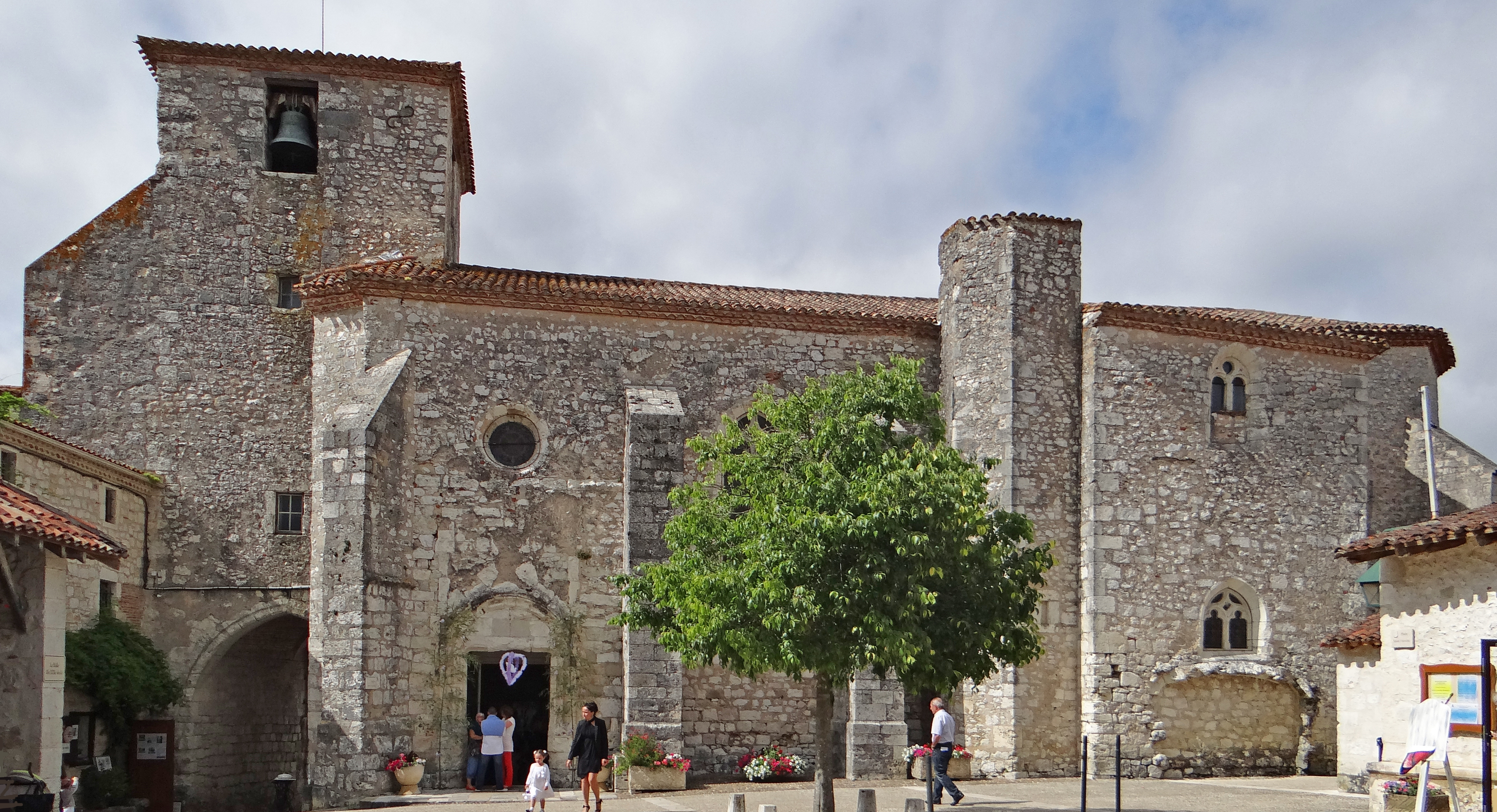
Église Saint-Nicolas